# 鄭振光
鄭振光（1582年—1616年），字明初，直隸常州府武進縣人，民籍，明朝政治人物。萬曆庚戌進士，官至河南許州知州。

## 生平
萬曆三十七年（1609年）己酉應天府鄉試第十三名舉人，萬曆三十八年（1610年）庚戌科會試一百九十一名，廷试二甲十五名進士。通政司观政，萬曆四十一年（1613年）授河南許州知州，政績卓著。
鄭振光迎養母親於許州署邸，萬曆四十四年（1616年）母親去世，鄭振光哀傷過度而極為消瘦，扶櫬歸鄉途中卒於杞縣，因貧困，以麻衣斂屍歸葬，其妻宜人出售髮簪、耳環、佩飾。經許州士民呈請，入祀名宦祠。

## 政績
鄭振光任知州時，正當壯年，「稂莠鋤、嘉禾殖」，壓抑地方豪強，遏止惡徒不姑息；大小獄案都必定詳查案情，至當事人完全服罪為止。勵精圖治，不分晝夜、不辭勞苦，興辦新政、改革弊病，在許州鮮少遭遇阻撓。巡視州境時，鄭振光見到大龍口、白龍坡有荒蕪沼澤地數百頃、居民流亡外地，即捐資開挖溝渠、堆築堤防、建立莊園、發給耕牛與種子，該地於是逐漸豐腴。
許州有驛站，傳驛事務「衝疲」，地方盡全力供應輿馬需要，有些養馬戶、馬頭因此傾家蕩產，鄭振光上書極力申請將私幫支出改為公派，以免除里甲賠償拖累，使薪資跟驛站銀不混淆，杜絕驛遞扣留俸銀，並增加驛站編畝，使官馬一百六十匹不再擾民；上級官員同意該措施，並以之為定制。革除長夫走遞工額、稍草領價。鄭振光委任官吏辦事時，即以羨餘款項為獎勵金；多善政，不常發動許州的勞役，不課徵重賦，胥吏也不壓榨人民，獲舉卓異第一。鄭振光每個月二次向諸生講授理解經義，談及科舉考試技巧則深入剖析，娓娓說明；整修文廟、學舍，修建謹庸堂、強恕堂，每個月考試州學生。
萬曆四十二年（1614年）鄭振光為了許州人文運勢，主持在州城東南方修建文明寺塔，捐銀二百兩，並由薪俸、耗羨補貼工程費用，歷時八個月完工。又建邵文莊公祠，表彰節孝。致力振興教化，積勞成疾，患病一年餘，不因食少事煩而懈怠。

## 家族
曾祖鄭溱，光祿寺錄事；祖父鄭栢，監生；本生祖父鄭梓（光祿寺錄事），父鄭邦煜，封承德郎兵部主事；母董氏（封安人）。具慶下。兄振元（監生）；鄭振先（乙未進士、禮部主事、欽降四川宣撫司經歷）。